# カニチップ
カニチップとは、岐阜県羽島郡岐南町の株式会社ハル屋が製造するスナック菓子。主に東海地方で販売されている。

## 概要
ハル屋が製造している4種類のスナック菓子の1つで、カニチップは1981年（昭和56年）に製造開始。岐阜県・愛知県・三重県のスーパーマーケットで主に販売されている。
ジャガイモのデンプンを主体にカニやエビを練りこんだ生地を植物油で揚げ、「カニパウダー」をまぶしている。

## その他
- 『八十亀ちゃんかんさつにっき』に「カニチップ」を題材とした作品が存在する。